# Moero! Top Striker
Moero! Toppu Sutoraikā (燃えろ!トップストライカー?  japonés para "Arde! Máximo Goleador") (conocida en España como Goleadores, en Latinoamérica Gol, en Francia L'École des champions -lit. La Escuela de campeones- y en el mundo árabe Captain Rabeh) es una serie de anime franco-japonés, coproducida por Nippon Animation y AB Productions de 1991 (dirigida por Ryô Yasumura y Thibaut Chatel), basada en el futbol y ambientada en el mundo futbolístico italiano en el que se destaca su protagonista principal Benjamín Lefranc (Hikaru Yoshikawa en la versión japonesa y Oscar en la versión española). Consta de 52 capítulos de los cuales los 3 últimos fueron agregados en Francia. Conocida en Italia como A tutto goal (A todo gol), donde se ambienta, no fue muy exitosa en ese país donde fue eclipsada por una serie similar de anime Captain Tsubasa (llamada en España Oliver y Benji y en Latinoamérica Supercampeones), aunque es uno de los animes más populares en Francia. En Japón fue emitida en el canal TV Tokyo del 10 de octubre de 1991 al 24 de septiembre de 1992 teniendo en total 49 episodios; un videojuego basado en el anime fue lanzado por Family Computer.

## Argumento
En Génova, Italia, Benjamin Lefranc es un joven francés (en la versión japonesa se llama Hikaru Yoshikawa y es japonés, en el doblaje para España se le cambió su nombre a Oscar, en el doblaje italiano se le puso el nombre de Carlos y es brasileño, mientras que en el doblaje al árabe se le llamó Rabeh y es árabe) apasionado por el fútbol de 12 años de edad y huérfano de ambos padres que se desenvuelve en su entrenamiento. El doctor Albert Robson, un exjugador profesional inglés, le sirve como entrenador. Posteriormente entra al equipo Colombus, después al Génova y por último a las Alas de Júpiter, equipo compuesto de jóvenes talentos, del que Benjamín será su capitán y se reencontrará con Catherine Townsend, hermana de Eric Townsend (este último en el japonés original es Julián -Jurian- nombre que conservó en España).

## Una serie “original”
Los japoneses no reconocieron la influencia de Thibaut Chatel sobre la producción original (que en Japón se estrenó primero). Especialistas pensaron que en Francia no tendría éxito la serie, donde fue modificada y le agregaron 3 episodios más, cambiando la música de Junnosuke Yamamoto por las composiciones de Gérard Salesses y el opening y el ending por la canción de Salesses cantada por Bernard Minet. Así se justificó su origen francés eliminando su influencia nipona.

## Episodios
Los siguientes episodios son de la versión francesa. La versión original (japonesa), que es el país de producción, es ligeramente diferente. Los últimos 3 episodios, simples remontajes de episodios antiguos, son inéditos en Japón.
La historia se divide en tres partes: la primera parte Colón, la segunda parte Selección de Génova y la última parte Alas de Júpiter:
1:Conquistando el mundo
2:Cómo convertirse en campeón
3:A quien la victoria
4:Amistad de los once
5:Hasta el final del sueño
6:La voluntad de ganar
7:De camino al título
8:Un partido feroz
9:La primera vez
10:Larga vida a César
11:El objetivo de la victoria
12:La promesa
13:La gran final
14:Rey de la tierra
15:Una parte decisiva
16:El águila vuela bajo
17:Una lucha desesperada
18:Un campeón herido
19:¡Odio el fútbol!
20:No digas adiós
21:Se levanta el telón
22:La soledad del Capitán
23:Super magnum
24:El mago
25:Adiós a los amigos
26:El regreso de Catalina
27:Por el que amas
28:La final italiana
29:La pared rota
30:Un personaje indomable
31:La victoria de la amistad
32:El nuevo desafío
33:El equipo de ensueño
34:Los nuevos hombres del mundo
35:El Torneo Europeo
36:Cree en su poder
37:El juego final
38:El propósito de la amistad
39:El gol del fabuloso trío
40:Conquistando el podio
41:La gloria de ser el número 1
42:Rompe el ritmo de la Samba
43:Los once magníficos
44:Una bota secreta
45:La final de la Copa del Mundo
46:Juvenil
47:Tácticas secretas de Mario
48:Ir césar
49:La batalla por la victoria
50:La última palabra, la última pelea
51:Las malas noticias
52:Entrenamiento de última oportunidad
53:Victoria de victorias

## Emisión
Fue estrenada en Francia el 25 de noviembre de 1991 en el canal TF1 durante la emisión del Club Dorothée y retransmitida por France 5 en Midi les Zouzous en 2005.

## Videojuego
- Top Striker (22 de octubre de 1992, Family Computer, lanzado por Namco)